# Marc Thiercelin

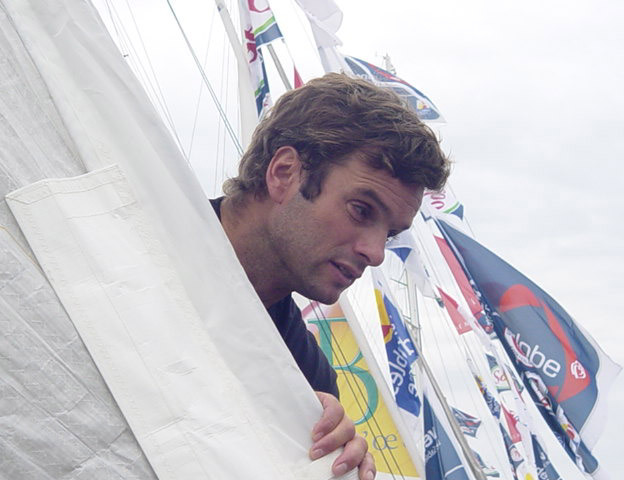
Marc Thiercelin

Marc Thiercelin (29 de outubro de 1960) é um velejador francês. Tirou um curso de marceneiro.
Entre outras boas classificações em provas de vela assinalam-se:
- segundo na Vendée Globe em 1996
- segundo com o suíço Dominique Wavre da Transat Jacques-Vabre em 1997
- vitória de etapa na Solitaire du Figaro de 1994 na qual chega em 4to lugar
- recorde da travessia do Mediterrâneo à vela 2009 [1]